# آلبا مرینو
آلبا مرینو (انگلیسی: Alba Merino؛ زادهٔ ۱۵ مهٔ ۱۹۸۹) بازیکن فوتبال اهل اسپانیا است.
از باشگاه‌هایی که در آن بازی کرده‌است می‌توان به باشگاه فوتبال زنان اتلتیکو مادرید اشاره کرد.
وی همچنین در تیم ملی فوتبال Spain U-19 بازی کرده‌است.